# Popobawa
Popobawa (Swahili, Plural Mapopobawa) ist ein Geist auf der tansanischen Insel Pemba, der als menschengroßes, einäugiges, Fledermaus-ähnliches Wesen beschrieben wird, welches die Menschen gelegentlich verunsichern oder schädigen soll. Das seit den 1960er Jahren existierende Phänomen Popobawa wurde durch Medienberichte auch außerhalb des Landes bekannt. Vorstellungen von böswilligen Geistern sind in der Swahili-Gesellschaft an der ostafrikanischen Küste vor dem Hintergrund der verbreiteten Pepo-Besessenheitskulte zu sehen.

## Etymologie
Das Wort Popobawa setzt sich etymologisch aus den beiden Bestandteilen popo (Swahili: Fledermaus) und bawa (Swahili: Flügel) zusammen. Lokal wird das Wesen auch als Zain Haider bezeichnet, wobei im arabischen Haydar Löwe bedeutet, mit dem der Gefährlichkeit Rechnung getragen wird. Zain Haider begründet seinen Namen als „Beschreibung eines schemenhaften Schattens eines Geistes“, der des Nachts zur Attacke ansetzt.

## Hintergrund
Mit den Kolonialherren und deren Vorstellungen einer zivilen Gesellschaft wurde spätestens seit dem frühen 18. Jahrhundert insbesondere der Küstenstreifen Ostafrikas stark christianisiert. Heute sind die drei wichtigsten Religionen in ganz Tansania mit je einem Drittel annähernd gleich verteilt: Christentum, Islam und traditionelle afrikanische Religionen. Die Vorstellungen an andere Mächte außer an einen Gott sind vor allem in der Landbevölkerung noch weit verbreitet und spiegeln sich beispielsweise auch in der Erschaffung von Kunstobjekten sehr plastisch wider.

## Ereignisse
Von daher ist nicht verwunderlich, wenn eine nicht erklärbare Erscheinung, so, wie sie 1970 auf Pemba zum ersten Mal dokumentiert wurde, diesen alten Glauben wieder hervorruft. Acht Jahre später trat das Wesen wieder in Erscheinung, und 1995 verursachte es eine Massenhysterie, die sich auf die Nachbarinsel Sansibar, Daressalam und weitere Küstenstädte ausbreitete.
Im Oktober 1995 berichtete die lokale „The Guardian“ (Daressalam) von diesen Ereignissen. Demnach soll laut Zeugenaussage sogar ein Mann getötet und ein weiterer schwer verletzt worden sein. Da bisher nur Männer im Schlaf zu Schaden gekommen waren, flüchteten diese aus ihren Häusern und Hütten und sammelten sich um große Feuer, wo sie sich in der Gemeinschaft sicherer fühlten. Selbst die Tagesschau berichtete in ihrer Ausgabe vom 28. Februar 2007 darüber.

## Bewertung
Inwieweit diese Berichte und die Nachrichten darüber stimmen, ist für Unbeteiligte nicht nachvollziehbar. Ein Großteil der Bevölkerung „zivilisierter Kulturen“ wird derartige Schilderungen in Zweifel ziehen. Sie sollten aber nicht verkennen, welch enorme Bedeutung derartige Vorkommnisse für anders entwickelte und eng mit traditionellen Religionen verhaftete Kulturen haben. In Anbetracht dieser Bedeutung haben Figuren wie Popobawa einen hohen Stellenwert in einer Gesellschaft wie der Tansanias. Darüber hinaus ist die Figur Popobawa in unzählige Werke der Bildenden Kunst und der Literatur eingegangen.